# Hauk Aabel
Hauk Aabel (Førde, 21 aprile 1869 – Lancaster, 12 dicembre 1961) è stato un attore norvegese.

## Biografia

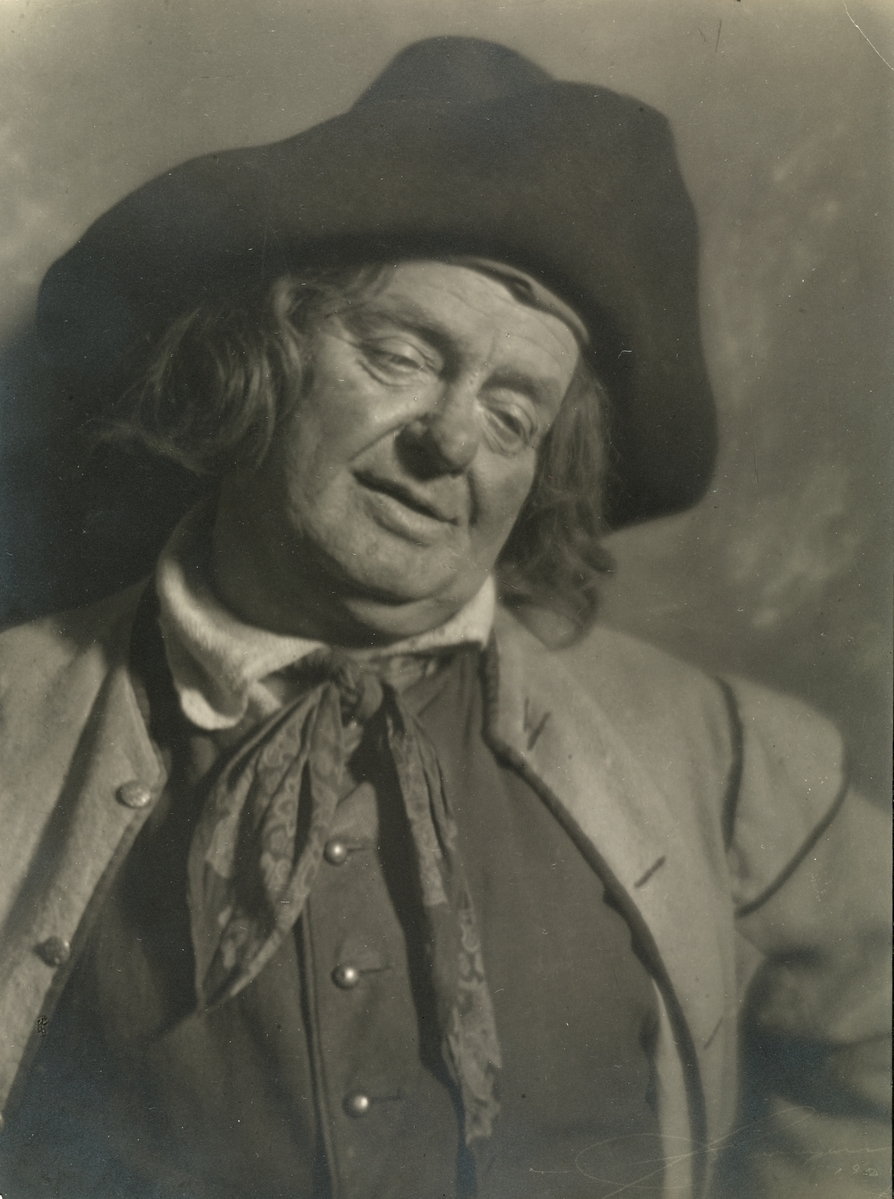
Hauk Aabel in costume di scena in un'immagine del 1928

Hauk Aabel (nome completo Hauk Ervendsøn Aabel) è stato un celebre attore norvegese. Nacque nella contea di Sogn og Fjordane il 21 aprile 1869 da Morten Andreas Aabel, un medico noto anche come poeta, e Wilhelmine Louise Collett. Esordì, ormai superati i trent'anni, in un ruolo comico al Christiania Theater dopo aver preso lezioni dalla celebre attrice Johanne Dybwad. La prima commedia nella quale recitò fu Rationelt fjøsstell (Manutenzione razionale della stalla) di Hulda Garborg e si fece notare per il suo talento comico. Divenne in breve conosciuto nei suoi ruoli tipici del teatro popolare anche con la sua semplice mimica che induceva al riso.raggiunse una grande popolarità in tutta la Norvegia.

## Filmografia

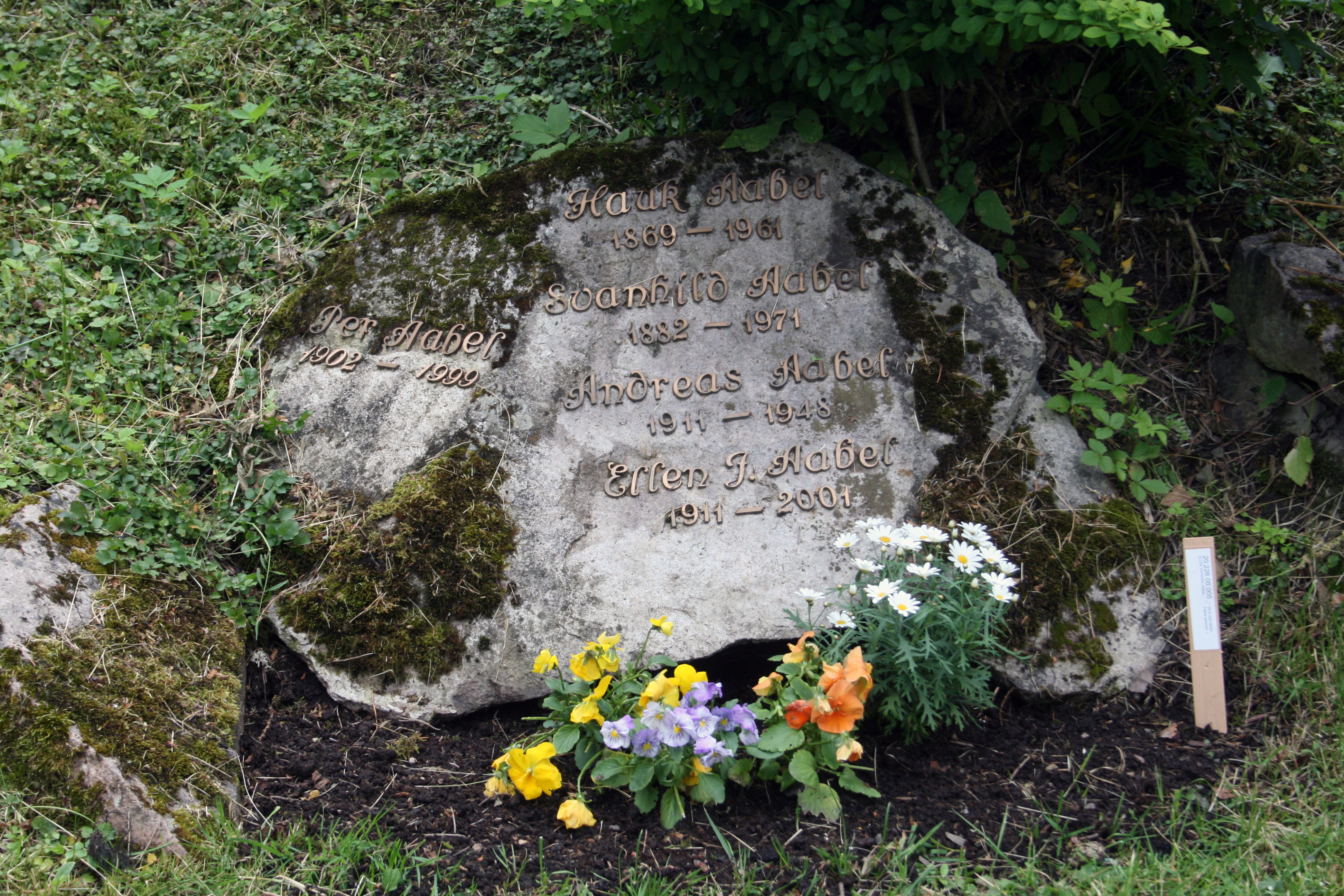
Tomba di Hauk Aabel al cimitero di Vestre a Oslo

Durante la sua carriera ha registrato vari brani sonori e recitato e diretto anche film muti e col sonoro, tra i quali:
- 1917 - Alexander den store
- 1927 - Troll-Elgen
- 1932 - En glad gutt
- 1933 - Jeppe på bjerget
- 1941 - Volto di donna

## Riconoscimenti
- 1922 - Kongens fortjenstmedalje (Medaglia del Re al Merito).[5]
- 1958 - Ordine reale norvegese di Sant'Olav.[6]